# 方茎草属
方茎草属（学名：Leptorhabdos）是玄参科下的一个属，为直立草本植物。该属仅有方茎草（Leptorhabdos parviflora）一种，分布于中亚及喜马拉雅山西部。